# 李卓斌
李卓斌，香港電影導演。曾任短片、廣告、MV導演，後成為電影副導演、導演。 
2017年李卓斌獲香港電影發展基金資助，首次執導《G殺》。該片令他獲第38屆香港電影金像獎提名新晉導演。

## 作品
| 首映   | 電影   | 職銜 |
| 2018年 | G殺    | 導演 |
| 2020年 | 墮落花 | 導演 |

## 外部連結
- 李卓斌在香港影庫上的簡介
- 李卓斌在豆瓣上的资料（简体中文）
- 李卓斌在时光网上的簡介（简体中文）
- 李卓斌在互联网电影资料库（IMDb）上的資料（英文）